# Manusspökuggla
Manusspökuggla (Ninox meeki) är en fågel i familjen ugglor inom ordningen ugglefåglar.

## Utbredning och status
Fågeln förekommer enbart på ön Manus i Amiralitetsöarna. Den behandlas som monotypisk, det vill säga att den inte delas in i några underarter.

## Status
Arten har ett begränsat utbredningsområde, men beståndet anses vara stabilt. IUCN kategoriserar arten som livskraftig.

## Namn
Fågelns vetenskapliga artnamn hedrar Albert Stewart Meek (1871-1943), engelsk upptäcktsresande och samlare verksam på New Guinea samt i Melanesien och Australien.